# Sportule
La sportule (latin sportula, « petit panier ») est, dans la Rome antique, un don que le patron, c'est-à-dire le protecteur, distribue chaque jour à ses clients, en échange du temps que ceux-ci passent à son service, à l'escorter dans les lieux publics, et particulièrement au forum, à voter et à faire voter pour lui dans les élections ou pour les lois qu'il propose en tant que magistrat. À l'origine, la sportule est un don en nature (aliments, qui étaient remis dans le petit panier qui lui a donné son nom) ; progressivement, elle devient un don en numéraire.
Les clients viennent saluer leur patron le matin (rite de la salutatio, qui est une forme d'allégeance) ; c'est à ce moment qu'ils reçoivent ses instructions et qu'on leur remet la sportule.

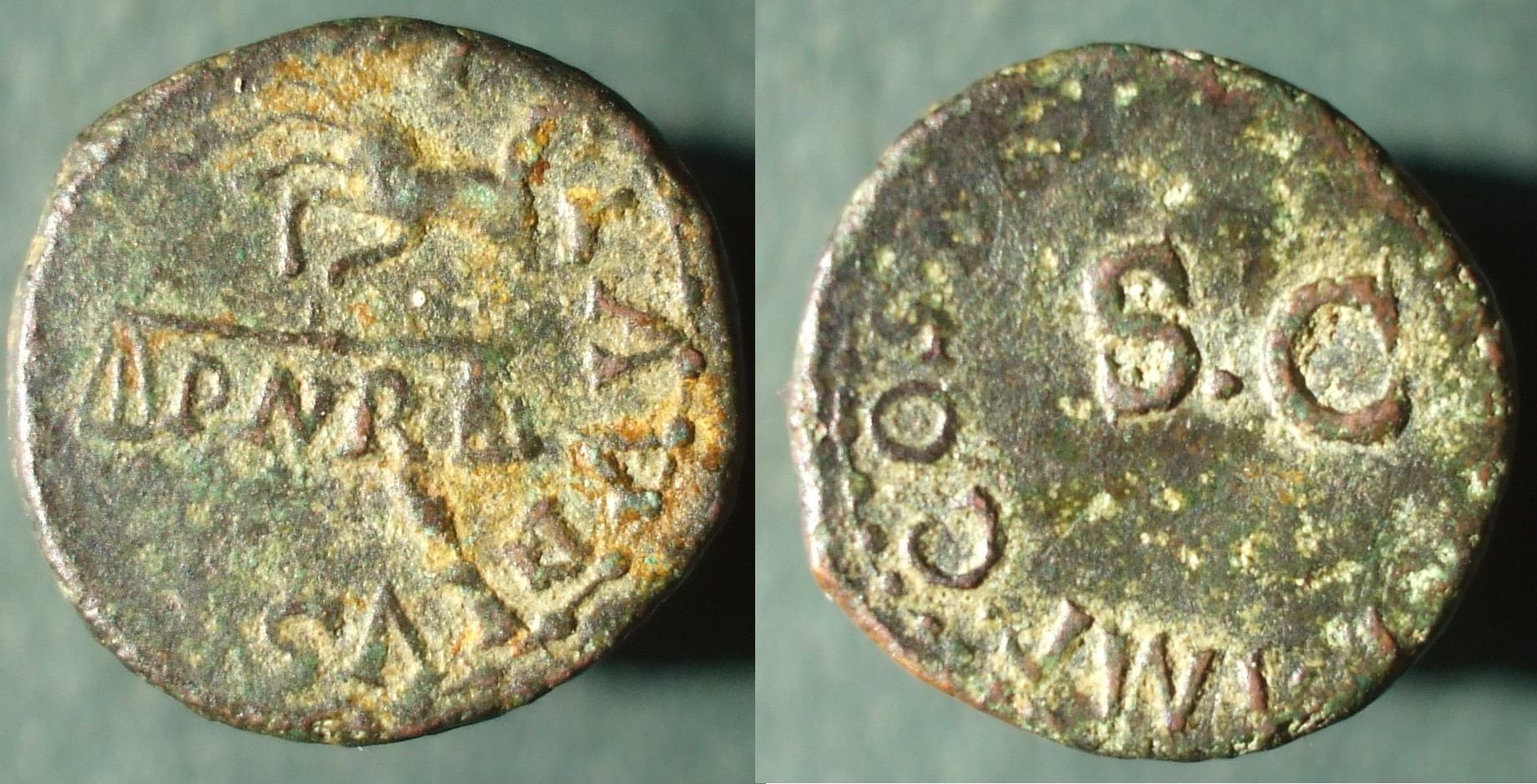
Quadrans de cuivre de l'époque de Claude.

Le poète Martial donne quelques indications sur le montant de la sportule à son époque (fin du Ier siècle), où l'usage est de donner une somme d'argent. Il semblerait que le montant de cent quadrantes – pièces de plomb ou de cuivre de faible valeur – corresponde à une pratique courante : cela équivaut à un peu plus de six sesterces et Martial se plaint à plusieurs reprises de cette « allocation de famine ». Le montant de trente sesterces mentionné en X, 27 est exceptionnel. Pour s'en tirer, les clients ont souvent plusieurs patrons. 
À la fin du Ier siècle, Domitien a essayé de rétablir la sportule en nature, mais cette mesure déplut aux clients et elle fut rapportée. À l’époque de Trajan et à Rome, une sorte de tarif sportulaire se généralise : le patron octroie six sesterces par tête et par jour, permettant ainsi à nombre de professeurs sans élèves, d’avocats sans causes, et d’artistes sans commandes de recevoir une modeste allocation pour survivre, comme le montre Juvénal.